# Józef Zbudniewek
Józef Zbudniewek (ur. 18 stycznia 1918 w Godzianowie) – polski rolnik, poseł na Sejm PRL I kadencji.

## Życiorys
Syn Mateusza. Ukończył 7 klas szkoły podstawowej, z zawodu był rolnikiem, został przewodniczącym zarządu spółdzielni produkcyjnej. Został członkiem Zjednoczonego Stronnictwa Ludowego. W 1952 uzyskał mandat posła na Sejm PRL I kadencji w okręgu Skierniewice, w parlamencie pracował w Komisji Komunikacji i Łączności.
Został odznaczony Brązowym Krzyżem Zasługi (1952) oraz Medalem 10-lecia Polski Ludowej (1955).